# GMC Yukon
Der GMC Yukon ist ein Sport Utility Vehicle des amerikanischen Automobilherstellers GMC. Er wird aktuell in der fünften Generation angeboten und basiert wie der Chevrolet Tahoe und Suburban auf dem GMT-900 Chassis von General Motors.

## Erste Generation
Die erste Generation des Yukon auf dem GMT-400 Chassis kam 1992 als Ablösung für den GMC Jimmy K5 auf den Markt. Wie sein Vorgänger war er als dreitüriger Yukon GT erhältlich. Ab 1995 folgte der Fünftürer. Der permanente Allradantrieb wurde ab 1998 als Option angeboten, der Hinterradantrieb blieb jedoch weiterhin Standard. Auf dem gleichen Chassis gab es schon damals den Chevrolet Tahoe/Suburban und später den Cadillac Escalade.
1998 führte GMC dann das Topmodell Yukon Denali ein (benannt nach dem höchsten Berg Nordamerikas), das die Luxusvariante des Fahrzeugs war. Diese Variante wurde eingeführt, um dem Luxusmodell Lincoln Navigator aus dem Ford-Konzern, Konkurrenz bieten zu können. Im selben Jahr noch wurde dann zusätzlich noch der Cadillac Escalade auf gleicher Basis angeboten.
| Jahr      | Hubraum   | Motor          | Motorcode | Leistung        | Drehmoment | Bemerkungen |
| --------- | --------- | -------------- | --------- | --------------- | ---------- | ----------- |
| 1995–1999 | 5,7 Liter | Vortec 5700 V8 | L31       | 190 kW (255 PS) | 450 Nm     |             |

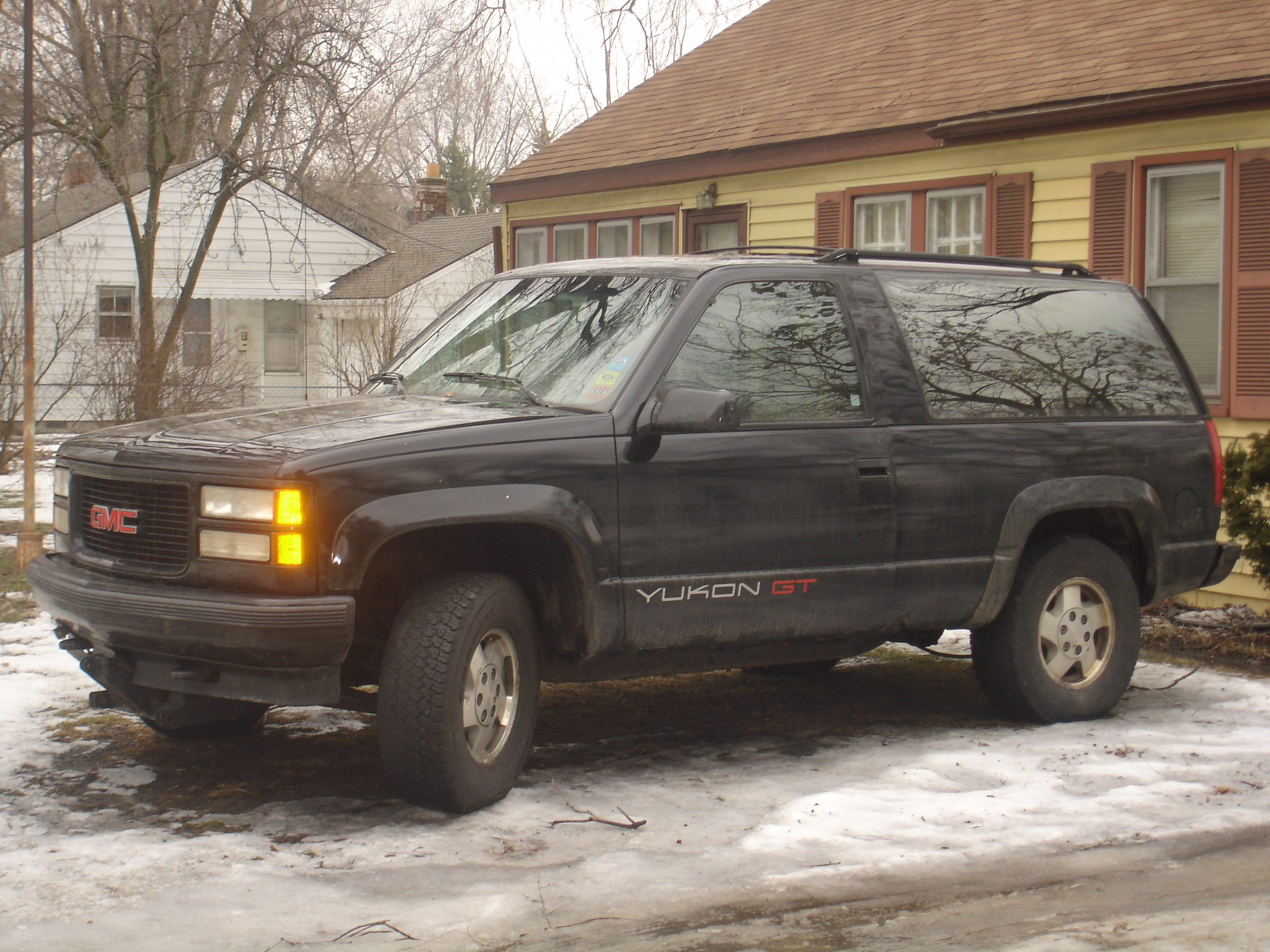
GMC Yukon GT
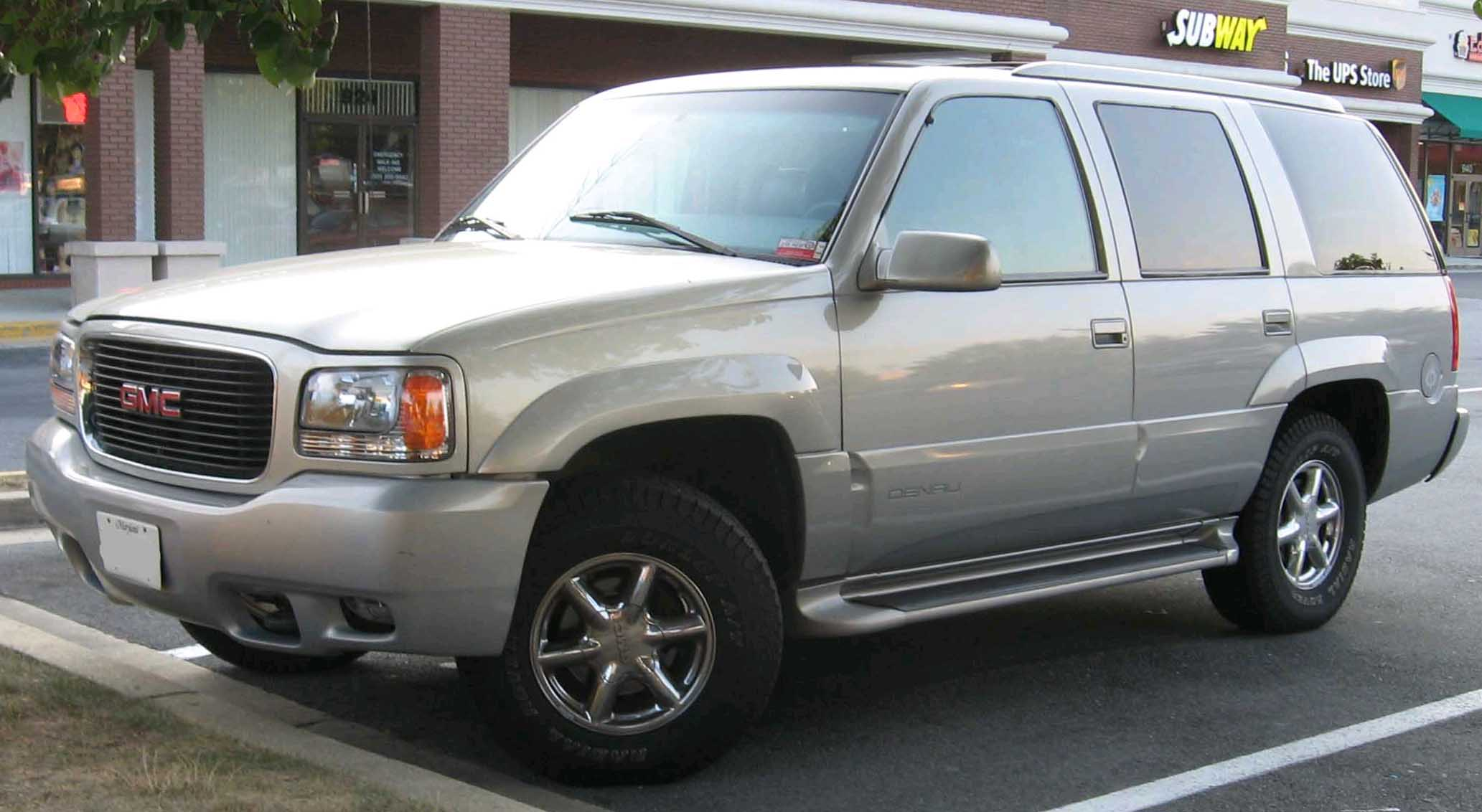
GMC Yukon Denali

## Zweite Generation
Die zweite Generation des Yukon basiert, wie auch der Chevrolet Tahoe der zweiten Generation auf dem GMT-800 Chassis. Dieser wurde 2000 eingeführt und er unterschied sich im Design nur wenig von seinem Konzernbruder.
Des Weiteren wurde in dieser Generation das erste Mal der Yukon XL angeboten. Dieser ist baugleich mit dem Chevrolet Suburban und bildet eine um 57 cm längere Version des Yukon und ist als 7-Sitzer ausgelegt. Auch der Yukon XL ist in der Basisversion und als Denali verfügbar.
| Jahr      | Hubraum   | Motor          | Motorcode | Leistung        | Drehmoment | Bemerkungen               |
| --------- | --------- | -------------- | --------- | --------------- | ---------- | ------------------------- |
| 2000–2006 | 4,8 Liter | Vortec 4800 V8 | LR4       | 200 kW (270 PS) | 386 Nm     | Nur in der Base Version   |
| 2000–2006 | 6,0 Liter | Vortec 6000 V8 | LQ4       | 242 kW (325 PS) | 502 Nm     | Nur in der Denali Version |
| 2001–2006 | 8,1 Liter | Vortec 8100 V8 | L18       | 250 kW (340 PS) | 617 Nm     | Nur im Yukon XL           |

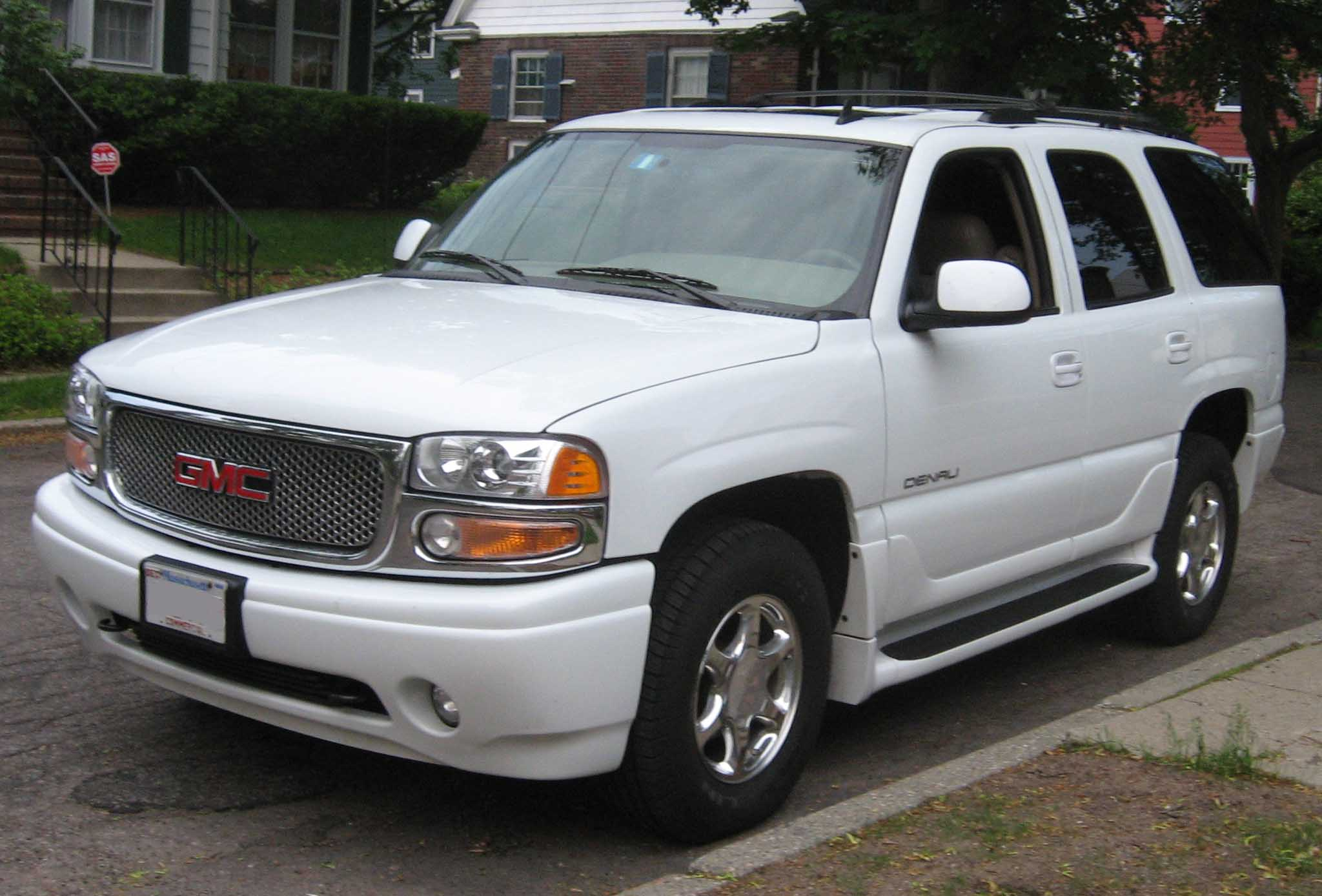
GMC Yukon Denali
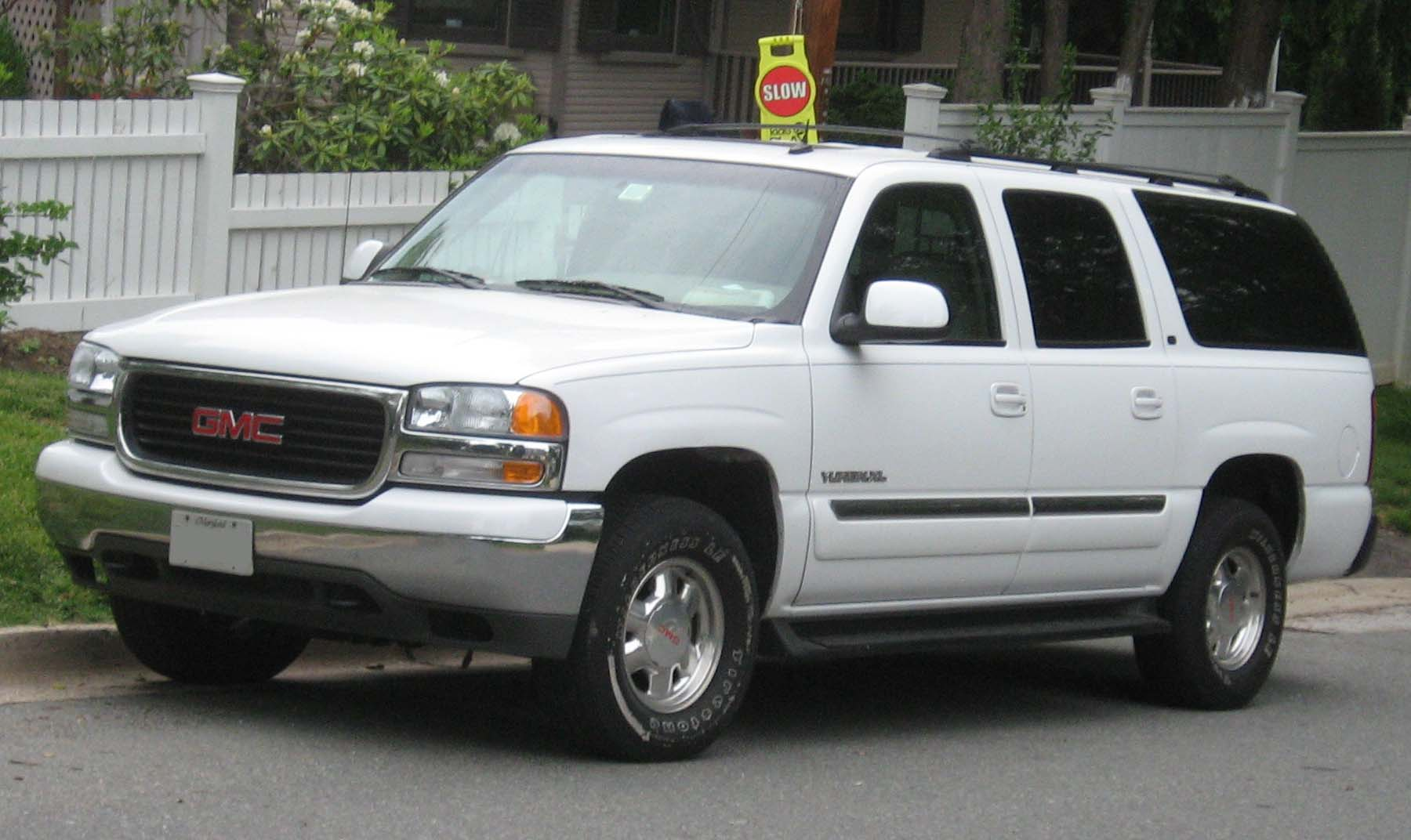
GMC Yukon XL
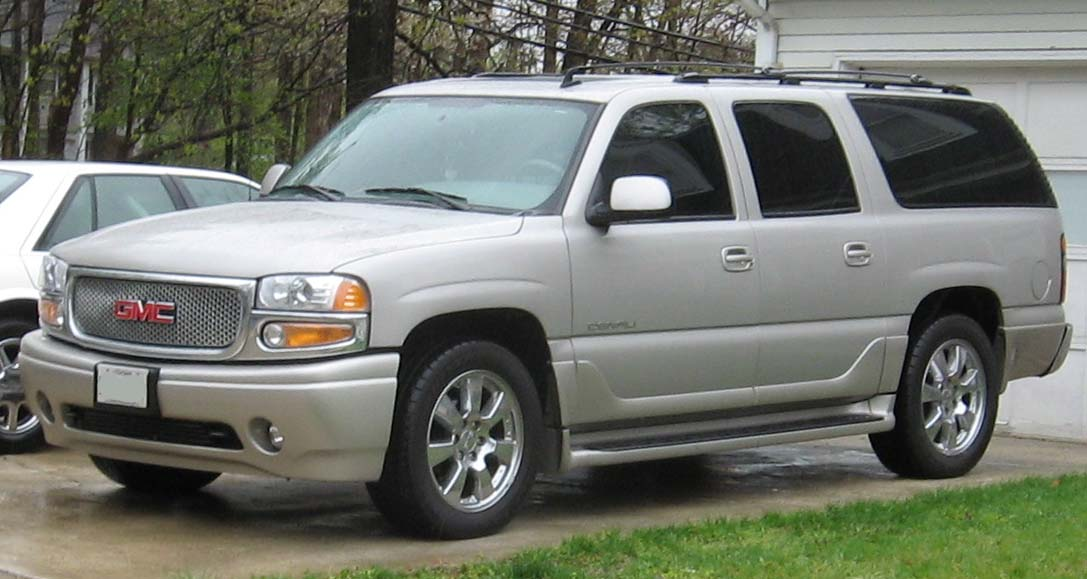
GMC Yukon XL Denali

## Dritte Generation
Die dritte Generation des Yukon basiert, wie auch der Chevrolet Tahoe der dritten Generation, auf dem GMT-900 Chassis.

Wie auch beim Vorgänger schon, ist auch dieser Yukon als Yukon XL in der 7-Sitzer Variante erhältlich und somit baugleich mit dem Chevrolet Suburban.
| Jahr | Hubraum   | Motor          | Motorcode | Leistung                     | Drehmoment          | Bemerkungen               |
| ---- | --------- | -------------- | --------- | ---------------------------- | ------------------- | ------------------------- |
| 2007 | 4,8 Liter | Vortec 4800 V8 | LR4       | 220 kW (295 PS)              | 412 Nm              |                           |
| 2007 | 5,3 Liter | Vortec 5300 V8 | LY5       | 239 kW (325 PS) bei 5400/min | 453 Nm bei 4000/min |                           |
| 2007 | 5,3 Liter | Vortec 5300 V8 | LY5       | 239 kW (325 PS) bei 5400/min | 461 Nm bei 4000/min | FlexFuel fähig            |
| 2007 | 6,0 Liter | Vortec 6000 V8 | L76       | 262 kW (357 PS) bei 5400/min | 517 Nm bei 4200/min | FlexFuel fähig            |
| 2007 | 6,0 Liter | Vortec 6000 V8 | L76       | 262 kW (357 PS) bei 5400/min | 497 Nm bei 4100/min | Hybrid                    |
| 2007 | 6,2 Liter | Vortec 6200 V8 | L92       | 300 kW (409 PS) bei 5700/min | 565 Nm bei 4300/min | Nur in der Denali Version |

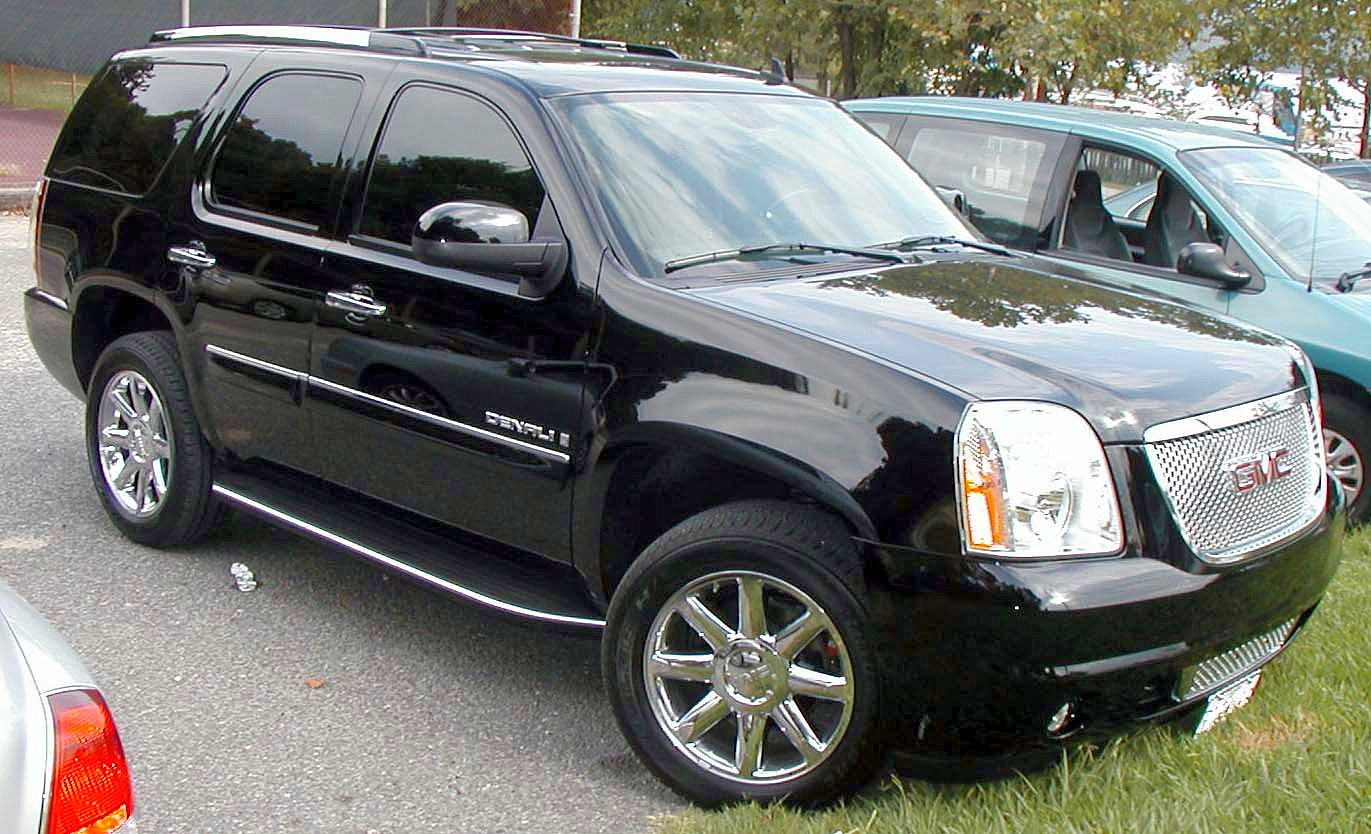
GMC Yukon Denali

## Vierte Generation
Parallel zum neuen Chevrolet Tahoe wurde auch die neue Generation des Yukon vorgestellt. Dieser ist optional mit einem größeren Motor erhältlich und unterscheidet sich auch optisch deutlicher als früher vom Chevrolet.

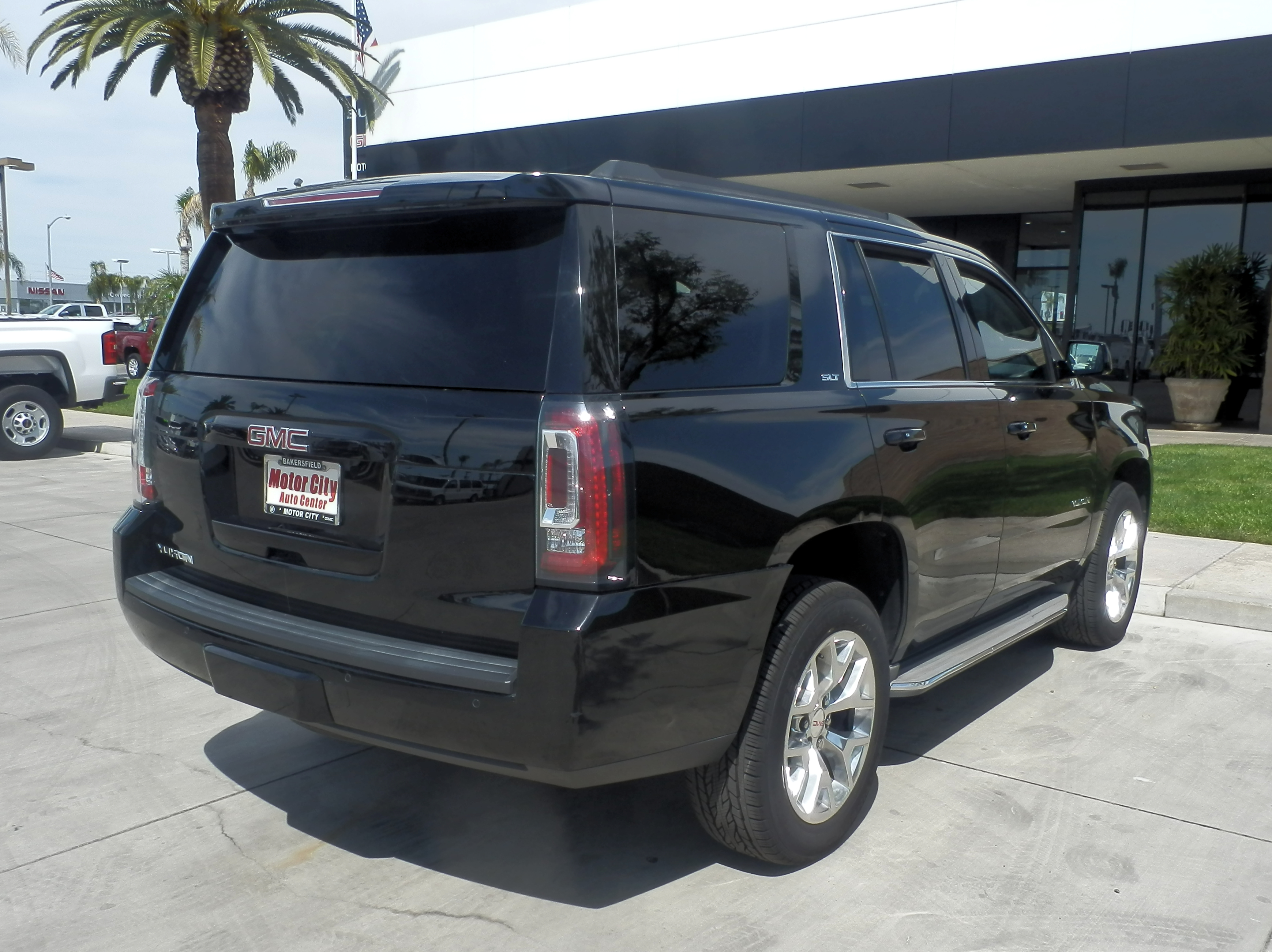
Heckansicht
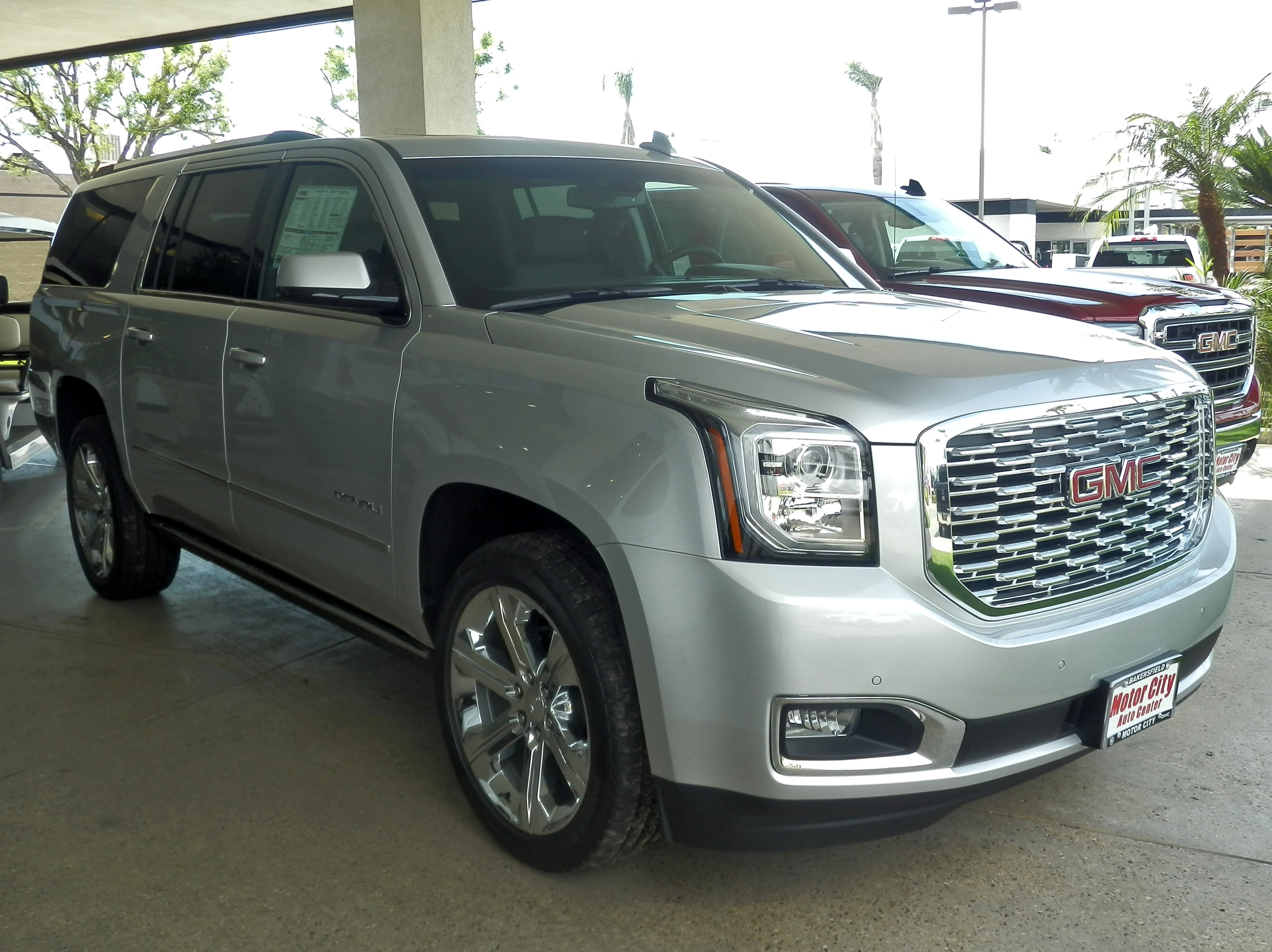
GMC Yukon XL Denali
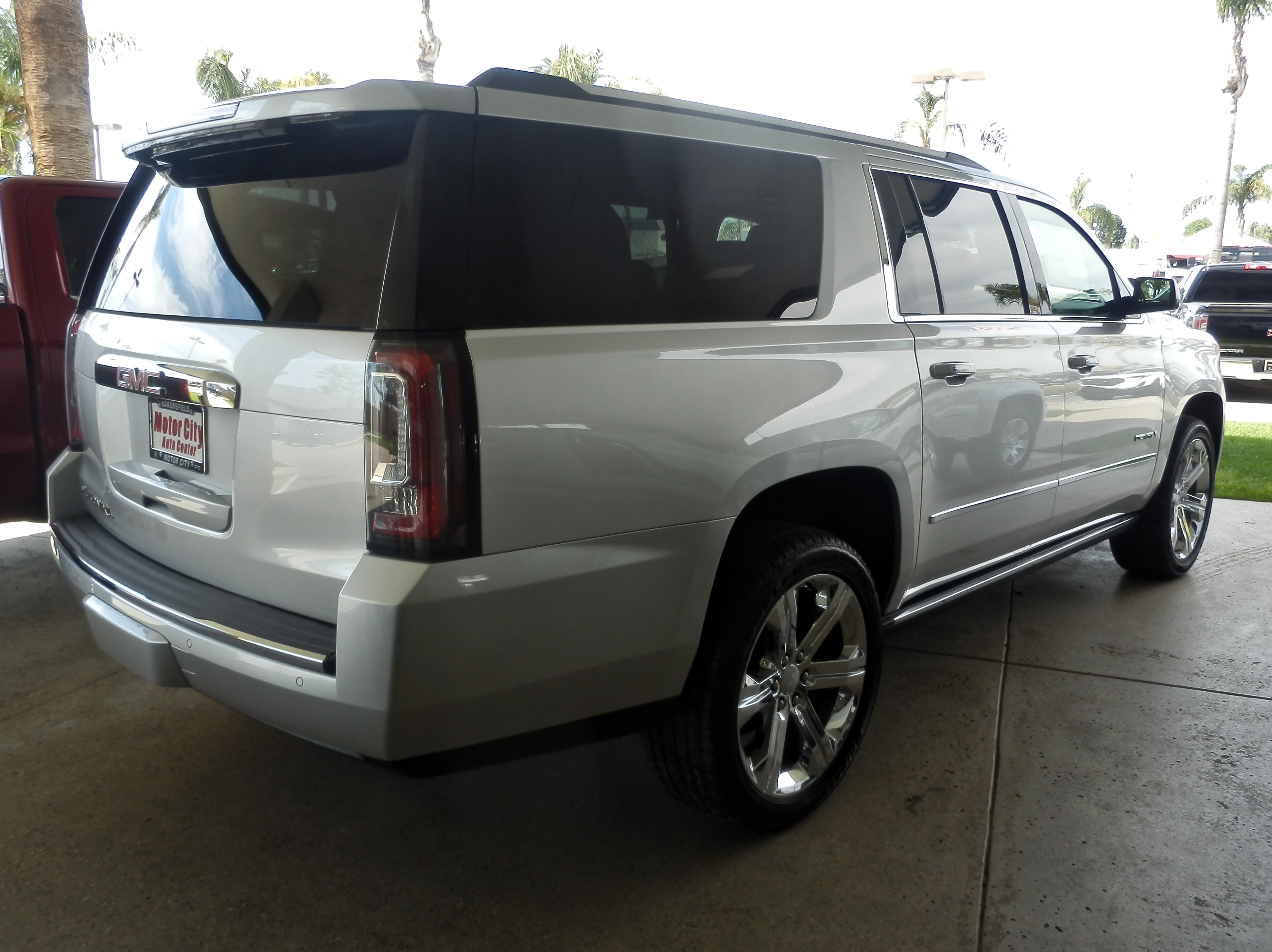
Heckansicht

## Fünfte Generation
Die fünfte Generation des Yukon wurde im Januar 2020 vorgestellt. Seit Sommer 2020 wird sie in Nordamerika verkauft. Eine überarbeitete Version wurde im August 2024 vorgestellt. Erstmals ist der Yukon auch mit einem Dieselmotor erhältlich.

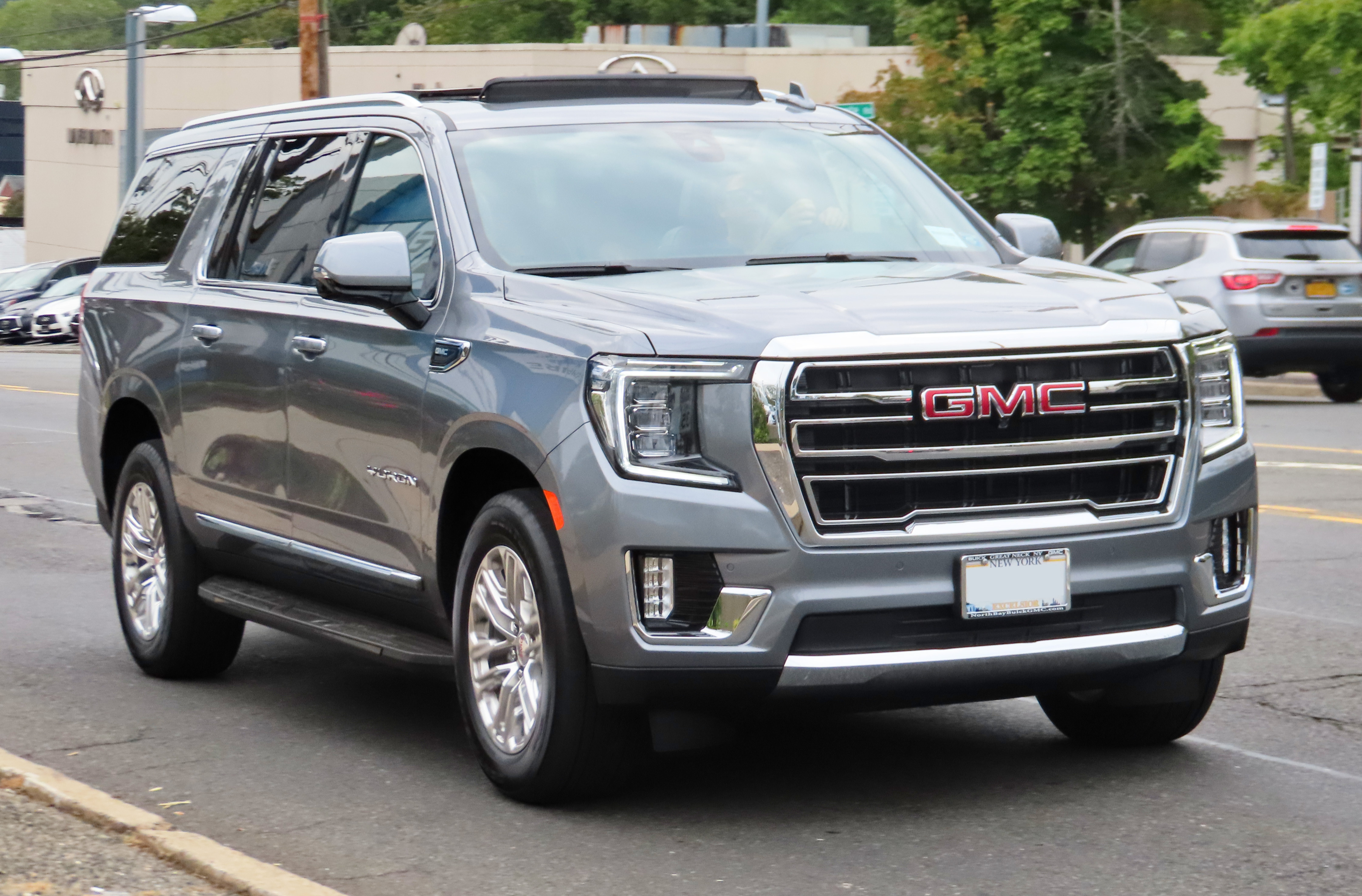
GMC Yukon XL
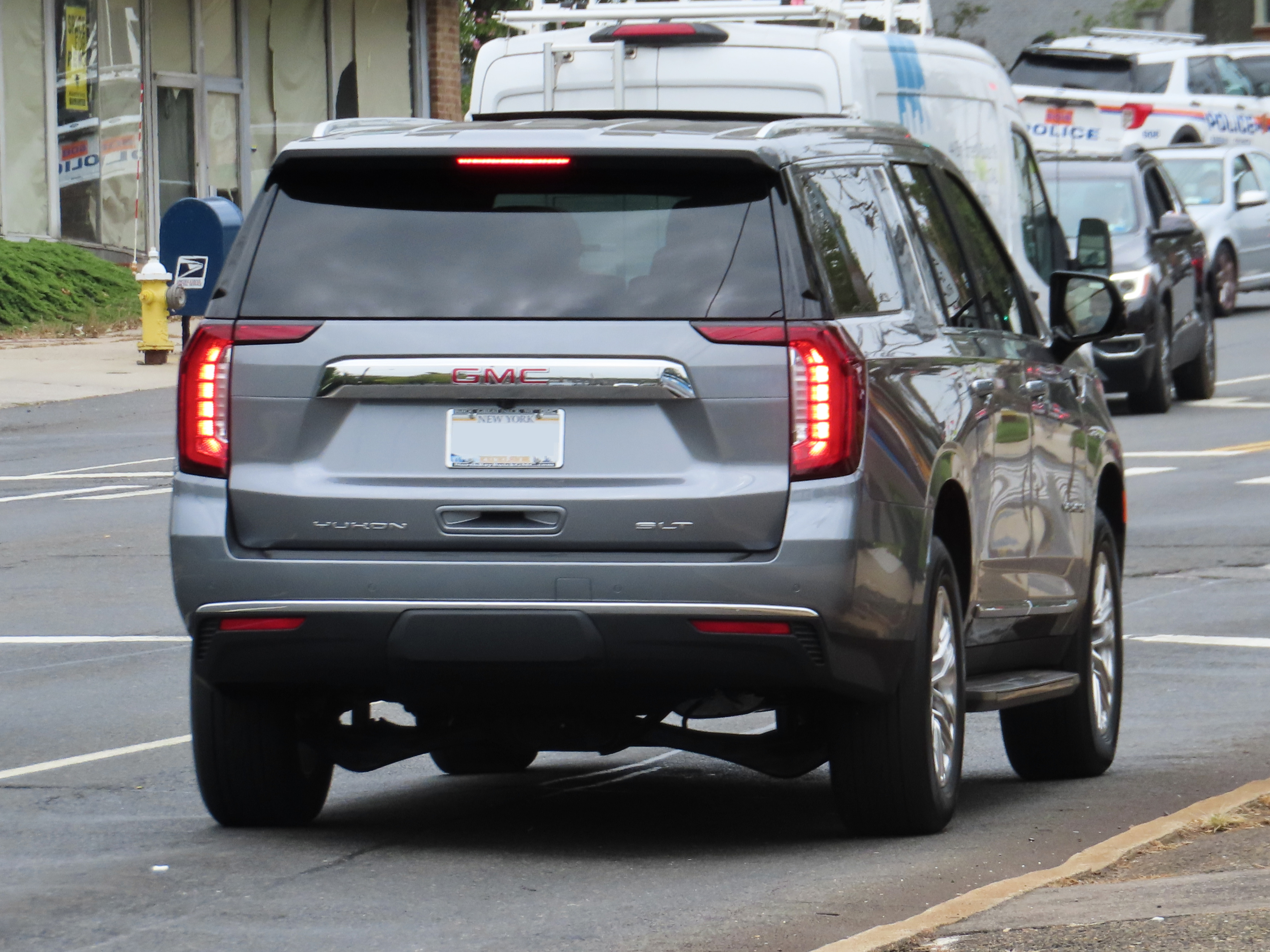
Heckansicht
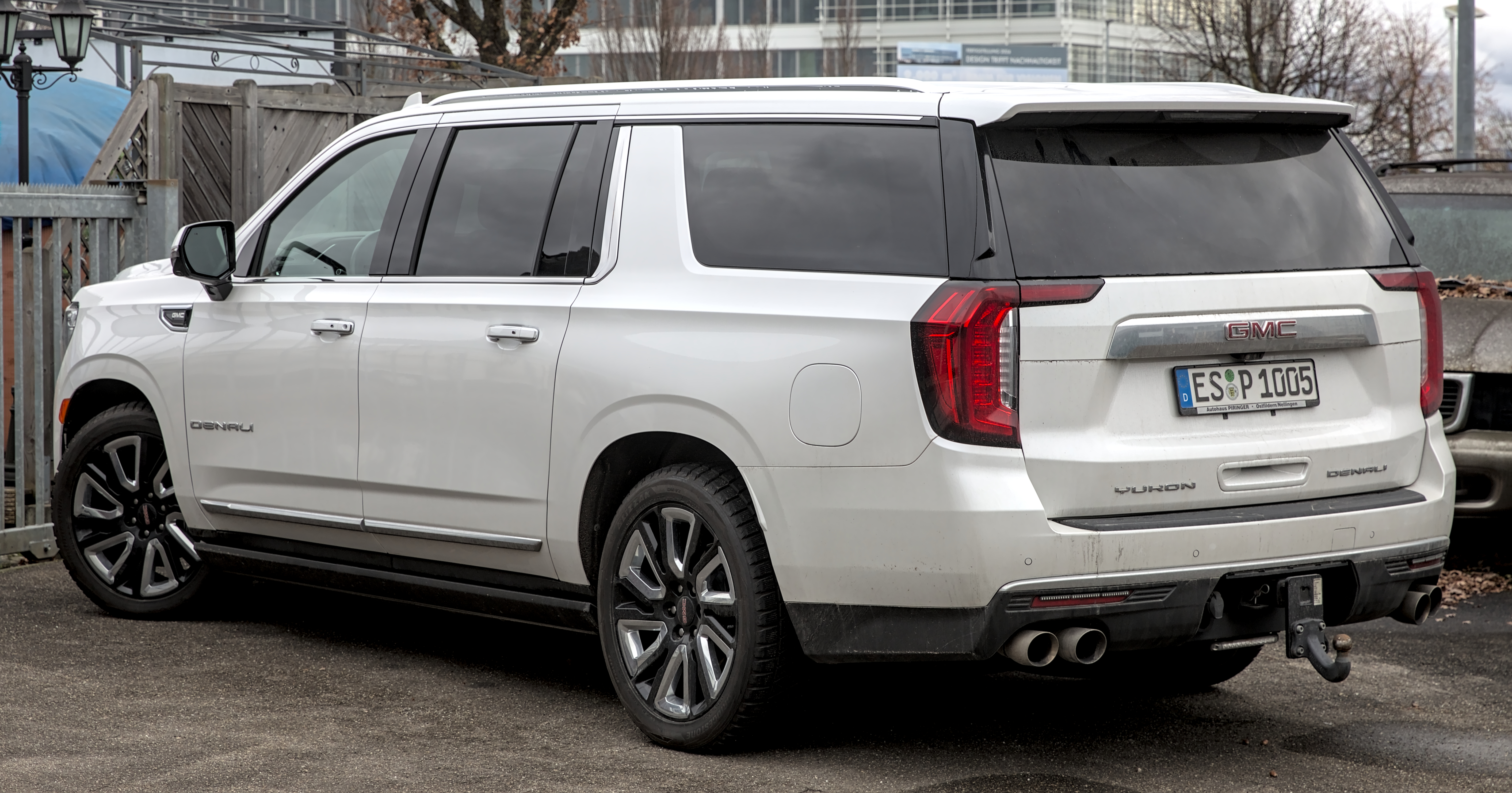
GMC Yukon XL Denali